# Jonckheere Transit
Jonckheere Transit model je autobusa proizvođača VDL Jonckheere koji se proizvodio od 1993. do 2010. godine.